# Die Schuldigkeit des ersten Gebots
Die Schuldigkeit des ersten Gebots (Inzet voor het eerste gebod) is een spiritueel lied met muziek van Wolfgang Amadeus Mozart en libretto van Ignatz Anton von Weiser en Johann Adam Wieland.

## Historie

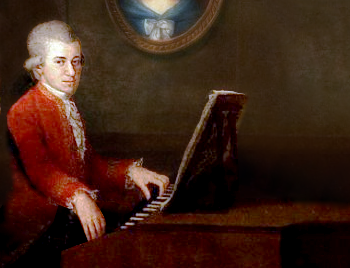
Wolfgang Amadeus Mozart

Het was het eerste muziekdrama van Mozart en werd gecomponeerd toen hij elf jaar oud was. Alleen het eerste deel is geschreven door Mozart, terwijl de andere twee zijn geschreven door zijn leraren Michael Haydn en Anton Cajetan Adlgasser (alleen de bijdrage van Mozart blijft over). Deel een van het liedspel werd voor het eerst uitgevoerd op 12 maart 1767 in het aartsbisschoppelijk paleis in Salzburg. Deel twee werd uitgevoerd op 19 maart en deel drie op 26 maart. Het werk is geschreven voor drie sopraan, twee tenoren en een orkest (2 fluiten, 2 hobo's, 2 fagotten, 2 hoorns, bas en strijkers).

## Personen
- Gerechtigkeit (Mezzosopraan)
- Christgeist, (tenor)
- Mercy, mercy (sopraan)
- Ein lauer und hinnach eifriger Christ (tenor)
- Weltgeist (sopraan)

- Bibliothèque nationale de France: cb13915097r (data)
- Gemeinsame Normdatei: 7649471-8
- Library of Congress Control Number: n85177102
- MusicBrainz work: e2fa6e13-543b-4702-ae62-ac88ce1a15e1
- Nationale bibliotheek van Australië: 35969807
- Nationale Bibliotheek van Israël: 987007581259505171
- Virtual International Authority File: 179457571